# Békeffi István
Békeffi István Miklós (Szeged, 1901. augusztus 31. – Budapest, 1977. június 9.) kétszeres József Attila-díjas magyar színműíró, kabarészerző, Békeffi László konferanszié unokaöccse.

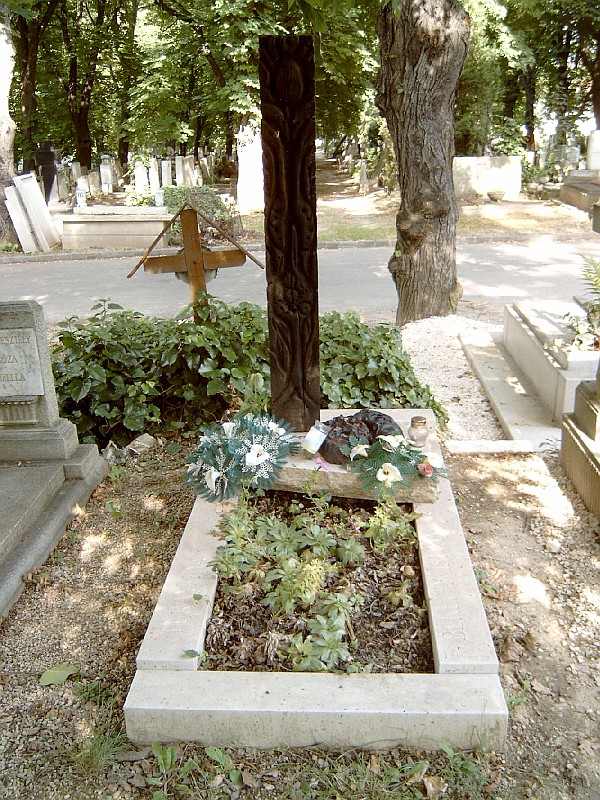
Turay Ida és Békeffi István sírja Budapesten a Farkasréti temetőben

## Életpályája és munkássága
Szülei Békefi (Kann) Sándor magánhivatalnok és Strausz Irén voltak. Tanulmányait katonai középiskolában végezte Nagyváradon és Sopronban, majd Budapesten volt bölcsészhallgató. Sikeres bohózatával 1926-ban tűnt fel a Sziget Színpadon (Hol jártál az éjszaka?) ezt számos operettje, vígjátéka és kabaréjelenete követte. Állandó szerzőtársai voltak: Kellér Dezső, Stella Adorján, Vadnay László, zeneszerzője Lajtai Lajos. Első filmforgatókönyvét 1934-ben írta. 1942-ig 22 forgatókönyv szerzője vagy társszerzője volt. Több művét megfilmesítették. 1945–1946 között Balázs Béla lapját, a Fényszórót szerkesztette. Közreműködött több filmforgatókönyv készítésében, vígjátékokban és életrajzi filmekben is. Számos kabaréjelenetet írt, az egyik legjobban sikerült közülük Pomócsinak, a jószándékú, de ügyetlen kispolgárnak a figurája, melyet Salamon Béla alakított éveken keresztül. Békeffi 1957-ben külföldre ment, Svájcban telepedett le és túlnyomórészt az NSZK filmipara számára írt forgatókönyveket (Baleset, 1957; A hazug, 1961; Egy majdnem tisztességes lány, 1963, stb.) Legnagyobb sikere, az Egy angyal szállt le Brooklynban (1957) könyv formájában is megjelent. 1971-ben tért haza Budapestre Turay Idával együtt. 1976. február 27-én mutatták be A kutya, akit Bozzi úrnak hívtak című musicaljét a Fővárosi Operettszínházban.

## Magánélete
1926. október 11-én Budapesten házasságot kötött Turay Ida (1908–1997) színésznővel, aki számos filmjében és színdarabjában játszott.

## Színházi munkái
A Színházi adattárban regisztrált bemutatóinak száma (1946–): 67.
- Kadétszerelem (1946)
- Csicsónénak három lánya (1946–1947)
- Janika (1946–1947, 1954, 1986, 1989, 1997, 2002, 2007)
- Az okos mama (1947, 1970, 2004)
- Rigó Jancsi (1947, 1968, 1997)
- Nincsenek véletlenek (1947)
- VIII. osztály (1949)
- Palotaszálló (1951)
- Ki vagytok értékelve (1951)
- Tessék hozzászólni (1952)
- Nem a tükör görbe (1953)
- Szombat délután (1954, 1961)
- Hogy volt! (1954, 2006)
- Szerencsés flótás (1955, 2012)
- Könnyű pesti sértés (1955)
- Három tavasz (1958)
- Nyomozás a Tháliában (1968)
- Mit vesztett el, kisasszony? (1971)
- Kiskapu (1972)
- A kutya, aki Bozzi úrnak hívtak (1976, 2001)
- Lehetünk őszinték? (1976)
- Bal négyes páholy (1977)
- A régi nyár (1928, 1983–1985, 1989, 1992–1993, 1996–1997, 2000, 2004, 2007, 2010–2012)
- A barátom barátnője (1986)
- Mesék az írógépről (1987, 1991)
- Párizsi divat (1996)
- Tisztelt Ház (2004, 2009)
- Egy asszonygyilkos vallomása (2009)

## Művei
- Hol jártál az éjszaka? (vígjáték, Vadnay Lászlóval, 1926)
- Ez az én esetem (vígjáték, Vadnay Lászlóval, 1929)
- Sisters. Operette; szöveg Békeffi István, németre átdolg. Jenbach Béla, zene Lajtai Lajos; Weinberger, Leipzig, 1930 (Soufflier- und Regiebuch)
- Kozmetika (vígjáték, 1933)
- Kadettenliebe. Ein Spiel von Liebe und Frühling (Kadétszerelem); (operett) zene Gyöngy Gyöngy Pál, Alexander Steinbrecher, szöveg Békeffy István, Szilágyi László; DACAPO–Universal, Wien, 1934
- Békeffi István–Stella Adorján: Unentschuldige Stunde. Lustspiel (Méltóságos asszony); Marton, London–Wien–Roma, 1935
- Történnek még csodák, jazz-operett, zenés vígjáték. (zene Ábrahám Pál, versek Halász Imre), Magyar Színház, 1935.
- Latyi Matyi, a furfangos cukrászinas; Pintér Zoltán darabjából versbe írta Békeffi István; Fővárosi Könyvkiadó, Bp., 1943
- Latyi Matyi mint Robinson; Pintér Zoltán színdarabjából versbe írta Békefi István; Fővárosi Könyvkiadó, Bp., 1946
- Méray Tibor–Békeffi István: Dalolva szép az élet. Filmregény; Szépirodalmi, Bp., 1950
- Déryné (forgatókönyv, Budapest, 1951)
- Békeffi István–Thurzó Gábor: Erkel; Jegyzetsokszorosító, Bp., 1952
- Pomócsi kalandjai. Békeffi István, Kellér Dezső tréfái, kupléi, sanzonjai; zene Csanak Béla, Erdős László, rendezői utasítások Hegedüs Tibor, Mezei Éva; Táncsics, Bp., 1957 (Vidám Színpad könyvtára)
- Angyal szállt el Brooklyn felett... Az elvarázsolt ügyvéd. Regény (A kutya, akit Bozzi úrnak hívtak); Magyar Ház, Brüsszel, 1958 (hollandul, németül, olaszul, szerbül is)
- Der Hund, der Herr Bozzi hiess (A kutya, akit Bozzi úrnak hívtak); Blanvalet, Berlin, 1959
- Tagebuch eines Frauenmörders. Komödie in neun Fortsetzungen; németre ford. Vajda István; Universal, Wien, 1967
- Békeffi István–Solt András: Eine anständige Familie. Zia Angela. Lustspiel; németre ford. Wolfgang Spier; Rowohlt, Hamburg, 1973
- A kutya, akit Bozzi úrnak hívtak; Móra, Bp., 1980

## Filmjei
- A magántitkárnő (1931)
- Az okos mama (1935)
- Elnökkisasszony (1935)
- A kölcsönkért kastély (1937)
- Tizenhárom kislány mosolyog az égre (1938)
- Rozmaring (1938)
- A miniszter barátja (1939)
- 3 : 1 a szerelem javára (1939)
- Nincsenek véletlenek (1939)
- Áll a bál (1939)
- Zúgnak a szirénák (1939)
- Férjet keresek (1940)
- Jöjjön elsején! (1940)
- Hétszilvafa (1940)
- Gyurkovics fiúk (1941)
- Három csengő (1941)
- Magdolna (1942)
- Régi nyár (1942)
- Kadétszerelem (1942)
- Külvárosi őrszoba (1943)
- Makacs Kata (1943)
- A tanítónő (1945)
- Könnyű múzsa (1947)
- Beszterce ostroma (1948)
- Mágnás Miska (1948)
- Janika (1949)
- Dalolva szép az élet (1950)
- A selejt bosszúja (1951)
- Déryné (1951)
- Civil a pályán (1952)
- Erkel (1952)
- Mese a 12 találatról (1956)
- Egy angyal szállt le Brooklynban (1957)
- Aki átmegy a falon (1959)
- A régi nyár (1970)
- Csárdáskirálynő (1971)
- Zenés TV színház (1972)
- Csínom Palkó (1973)
- Egy csók és más semmi (1975)